# Sit tibi terra levis

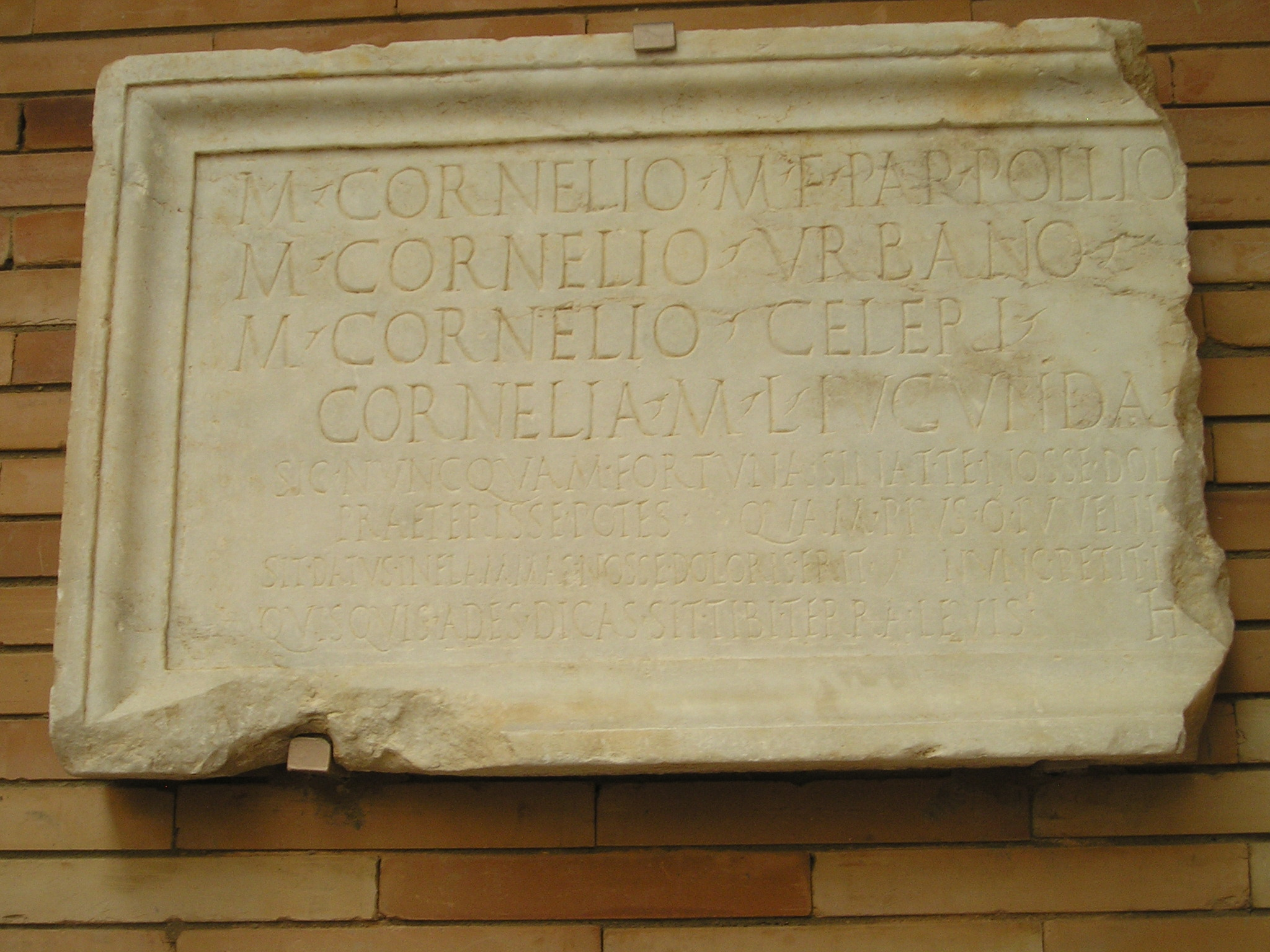
Inscripción funeraria romana procedente de Mérida (Badajoz, España) depositada en el Museo Nacional de Arte Romano de Mérida. El texto dice: M(arco) Cornelio M(arci) f(ilio) Pap(iria) Pollio / M(arco) Cornelio Urbano / M(arco) Cornelio Celeri / Cornelia M(arci) l(iberta) Iucunda / sic nuncquam Fortuna sinat te nosse dolo[rem] / praeterisse potes quasm pius o iuvenis / sit datus in flammas nosse doloris rit nunc petit i[---] / quisquis ades dicas sit tibi terra levis h(ic).

Sit tibi terra levis es una locución latina que se puede traducir como «que la tierra te sea ligera» o «que la tierra te sea leve». Era utilizada en el mundo romano precristiano como epitafio, apareciendo  al final de la inscripción funeraria en las lápidas de los difuntos; la locución era frecuentemente abreviada a sus iniciales S·T·T·L.
La frase evoca de forma poética la angustia que produce el pensar en el peso de la tierra sepulcral oprimiendo el cuerpo que yace bajo ella. Se dirige directamente al difunto, lo que implica una idea de trascendencia. Equivale a las locuciones cristianas más modernas «requiescat in pace» (R. I. P.), o, ya en español, «descanse en paz» (D. E. P.) o «que en paz descanse» (Q. E. P. D.).

## Historia
La locución se origina en la obra teatral Alcestes, de Eurípides. La cita original, en griego antiguo, es κούφα σοι χθὼν ἐπάνωθε πέσοι, koupha soi chthon epanothe pesoi. La frase de Eurípides sufrió toda clase de variaciones en el mundo clásico. Un ejemplo satírico ya posterior, también en griego, es el siguiente epigrama (cf. Marcial, Epigrammata  9.29.11-12) de Amiano el Epigramático (primer o segundo siglo d. C.):
Εἴη σοι κατὰ γῆς κούφη κόνις, οἰκτρὲ Νέαρχε, ὄφρα σε ῥηϊδίως ἐξερύσωσι κύνες.
Que el polvo descanse ligero sobre ti cuando estés bajo tierra, desgraciado Nearco, para que los perros puedan sacarte con facilidad.
Durante el período helenístico y el Imperio Romano, la frase comenzó a ser usada tanto en griego como en latín, donde se encuentran en las obras de Propercio, Ovidio, Marcial, Tibulo y Persio, a menudo como estereotipo literario. Para el primer siglo d. C., la locución aparece ya frecuentemente en inscripciones funerarias y epitafios por todo el mundo latino, con diversas variaciones menores como Sit Ei Terra Levis – abreviada S·E·T·L, «que a este le sea ligera la tierra» –, o Terra Levis Sit, – abreviada T·L·S, «que la tierra sea ligera» –. La única excepción a su uso se encuentra en el África romana, donde se desarrolló una fórmula alternativa local, Ossa Tibi Bene Quiescant – OTBQ – «que tus huesos descansen bien.» En los epitafios latinos, la frase se convirtió en una fórmula funeraria, y empezó a abreviarse con las iniciales de la frase, STTL, o variaciones. Por el contrario, en los epitafios griegos la locución, aunque frecuente, nunca adoptó una fórmula fija, y aparece de diversas maneras más elaboradas, como por ejemplo γαῖαν ἔχοις ἐλαφράν, κούφη σοι κόνις ἥδε πέλοι, κούφη σεῖο γαῖ' ὀστέα κεύθοι.
La locución latina aparece casi siempre al final del epitafio. Al principio del mismo era frecuente emplear otra locución Dis manibus, que significa "A los espíritus de los muertos". Al igual que el sit tibi, el dis manibus inicialmente aparecía sin abreviar, pero poco a poco fue primero abreviado a Dis Man, y finalmente a DM. A mediados del siglo primero d. C., la fórmula DM – STTL remplazó completamente a la fórmula anterior, en uso durante los siglos I a. C. y I d. C.: Hic situs est or Hic sita est ("aquí descansa él o ella"; abreviado como HSE), y seguida del nombre de la persona fallecida.
A finales del siglo IV d. C. la fórmula es a veces sustituida por la locución cristiana «requiescat in pace» (R.I.P.), que no obstante se encuentra sólo de forma ocasional en algunos sepulcros del occidente cristiano durante el Medioevo. Por el contrario, a partir del siglo V, la costumbre de terminar los epitafios con fórmulas rituales desaparece, y sólo se recupera plenamente a partir del siglo XVIII, empleándose predominantemente R.I.P (o D.E.P.) y, con menor frecuencia, STTL. El uso de STTL comenzó a decaer a partir del siglo V d. C.